# Saint-André-de-l’Eure
Saint-André-de-l’Eure település Franciaországban, Eure megyében. Lakosainak száma 3903 fő (2022. január 1.). Saint-André-de-l’Eure Les Authieux, Champigny-la-Futelaye, Coudres, La Forêt-du-Parc, Foucrainville, Fresney, Mousseaux-Neuville és La Baronnie községekkel határos.

## Népesség
A település népessége az elmúlt években az alábbi módon változott:
| Lakosok száma | 1946 | 2703 | 3110 | 3374 | 3851 | 3943 | 3988 | 4031 | 4055 | 3903 |
|               | 1968 | 1982 | 1990 | 2006 | 2013 | 2015 | 2017 | 2019 | 2020 | 2022 |